# Antonín Šorm
Antonín Šorm (15. února 1890 Studenec – 26. září 1947 Špindlerův Mlýn) byl katolický národopisec, redaktor kalendáře Přítel opuštěných, sběratel památek a organizátor výstav.

## Život
Narodil se ve Studenci u Jilemnice v rodině tkalce. Rodina byla velmi zbožná, jeho dva bratři se stali kněžími a tři sestry řeholnicemi. Po studiích na obchodní akademii v Hradci Králové se stal úředníkem v Pardubicích a v Praze. Byl přítelem pražského biskupa Antonína Podlahy. Napsal velké množství drobných studií z oblasti národopisu a katolické hagiografie.
Zemřel náhle na dovolené ve Špindlerově Mlýně, pohřben je v Praze-Šárce.

## Dílo
- Ve jménu demokracie (1922)
- Sborník úcty sv. Antonína Paduánského v českých zemích (1925)
- Svatý František a Čechové (1926)
- Blahoslavená Anežka Přemyslovna (1932)
- Mariánské sloupy v Čechách a na Moravě (1939)
- Náhrobní nápisy (1939)
- Dr. Karel Svoboda ve vzpomínkách význačných osobností a svých přátel (1940)
- Jak Studenečtí putovali (1943)